# Toui de Huet
Touit huetii
Espèce
Statut de conservation UICN

 VU A3c : Vulnérable
Statut CITES
Le Toui de Huet (Touit huetii) est une espèce d'oiseaux appartenant à la famille des Psittacidae.

## Répartition
Cet oiseau vit en Amazonie, à Guyana et le nord-est du Venezuela.